# 愛したい愛せない
「愛したい愛せない」(あいしたいあいせない)は、BAADの2ndシングル。

## 内容
ジャケットに山田恭二を除く全員が初めて顔を見せた。特に、ベースの小林正道が眼鏡をかけている。シャ乱Q、久松史奈、KIX-Sなどを手がけた羽田一郎による作曲及びテレビ朝日系ドラマ「ララバイ刑事'93」のオープニングテーマ。カップリングの「ときめきのままに」はギター･コーラスの大田紳一郎が初めて作曲を手がけた作品である。

## 収録曲
1. 愛したい愛せない
作詞:山田恭二 作曲:羽田一郎 編曲:葉山たけし
2. ときめきのままに
作詞:山田恭二 作曲:大田紳一郎 編曲:葉山たけし
3. 愛したい愛せない(inst.)

## 参加ミュージシャン
- 山田恭二 - ボーカル
- 大田紳一郎 - ギター、コーラス
- 小林正道 - ベース
- 新井康徳 - ドラム
  - 葉山たけし - ギター